# Jona Gogol
Jona Gogol (lateinisch Jonas Gogol, polnisch Jonasz Gogol; † 1603 im Polen-Litauen) war orthodoxer Bischof von Pińsk (1595–1596) und unierter Bischof von Pińsk (1596–1603).

## Leben
1594 wurde er Archimandrit des Christi-Verklärungs-Klosters in Kobryń, ihm wurde auch die Anwartschaft auf das Amt des Bischofs von Pińsk zugesichert.
Am 12. Juni 1595 unterzeichnete er mit anderen führenden ruthenischen orthodoxen Geistlichen eine Vereinbarung über eine Union mit der römisch-katholischen Kirche im Königreich Polen-Litauen. 
Im September 1595 wurde er nach dem Tod von Leontios Pełczycki zum neuen Bischof von Pińsk ernannt. Am 8. Oktober 1596 unterzeichnete er die Union von Brest. Danach war er bis zu seinem Tod unierter Bischof von Pińsk.